# Zudausques
Zudausques (Nederlands: Zuid-Elseke)  is een gemeente in het Franse departement Pas-de-Calais (regio Hauts-de-France). De gemeente maakt deel uit van het arrondissement Sint-Omaars. Zudausques telde op 1 januari 2022 1.061 inwoners.

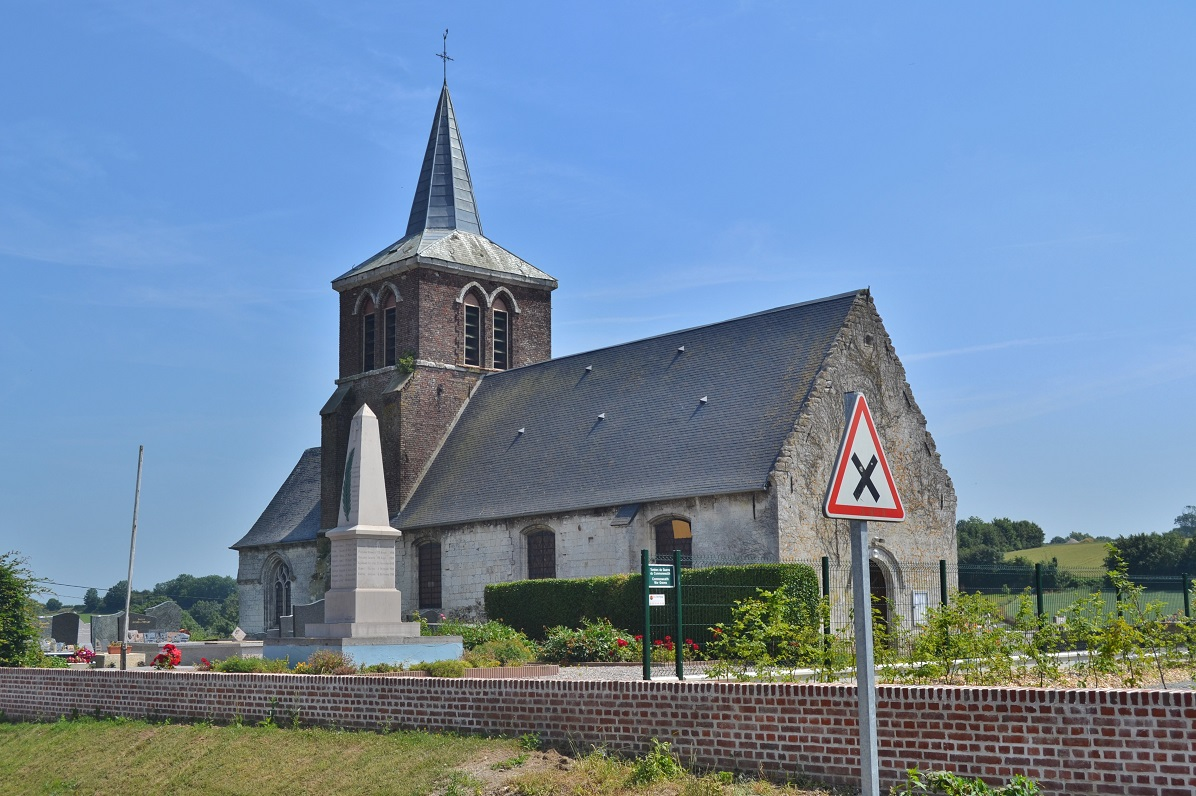
Église Saint-Omer

## Geschiedenis
De naam is verwant aan die van het naburig dorp Nordausques. De oudste vermeldingen zonder voorvoegsel konden dan ook op beide plaatsen betrekking hebben. Uit de 11de eeuw dateren vermeldingen als Elceka. De naam zou van Gallo-Romeins oorsprong zijn, met het achtervoegsel -acum, wat onder Germaanse invloed naar -esques evolueerde. De Vlaamse voorvoegsel Zuid- en Noord- van beide dorpen werden later toegevoegd. Zo dateert uit de 14de eeuw een vermelding Zutausque.
Zudausques had Cormette als hulpkerk.
Op het eind van het ancien régime werd Zudausques een gemeente. In 1822 werd buurgemeente Cormette opgeheven en aangehecht bij Zudausques.

## Geografie
De oppervlakte van Zudausques bedroeg op 1 januari 2022 7,24 vierkante kilometer; de bevolkingsdichtheid was toen 146,5 inwoners per km². In het noorden ligt het dorpje Cormette. In het westen liggen nog de gehucht Noircarme en Adsoit, in het zuiden de gehuchten Audenthun en Leuline.

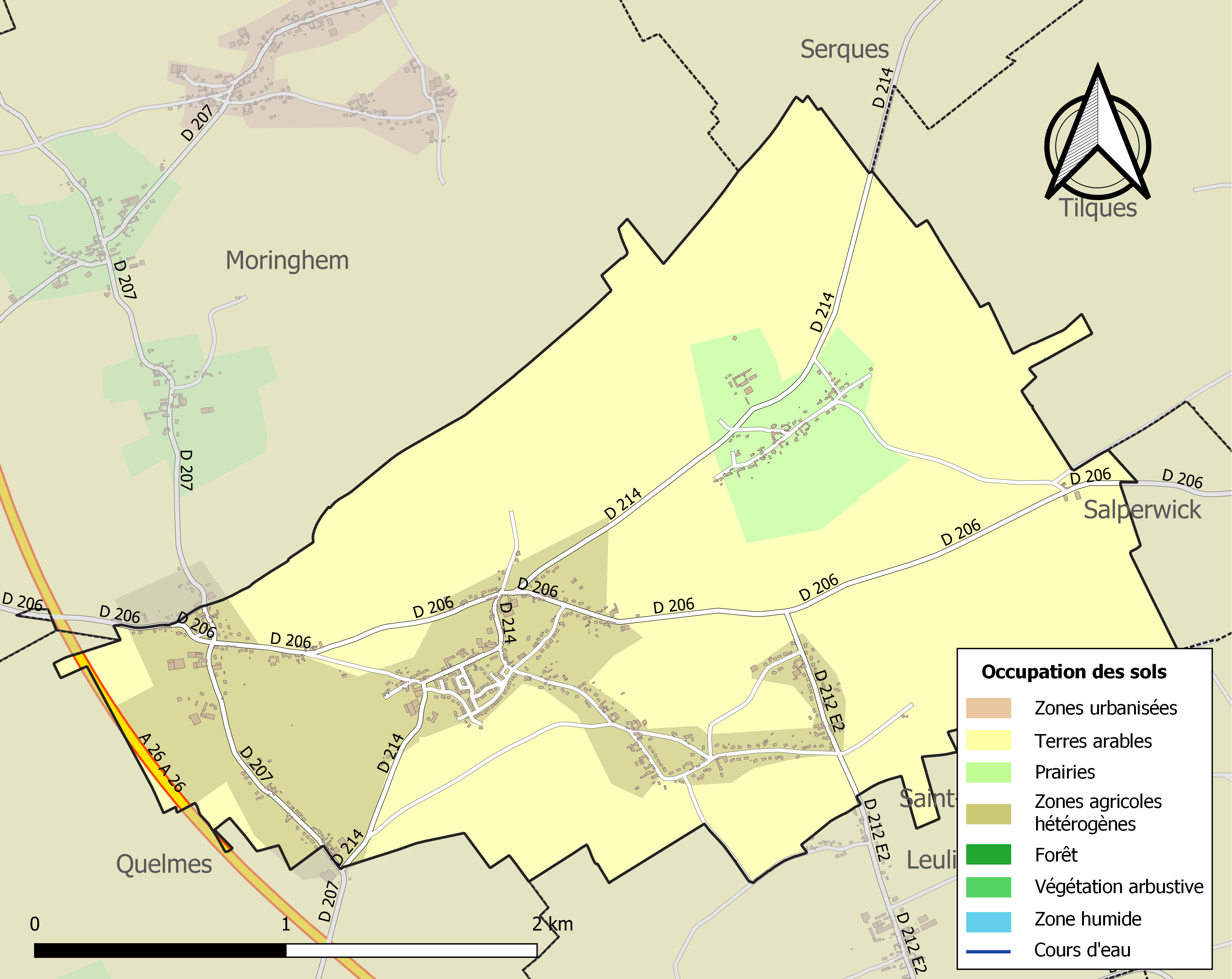
Kaart van de gemeente met belangrijkste infrastructuur, bodemgebruik en omliggende gemeenten

## Bezienswaardigheden
- De Église Saint-Omer. De kerkklok uit 1506 werd geklasseerd als monument historique in 1943.

## Demografie
Onderstaande figuur toont het verloop van het inwonertal (bron: INSEE-tellingen).

## Verkeer en vervoer
Op de westgrens van de gemeente loopt de autosnelweg A26/E15, die hier echter geen op- en afrit heeft.